# 1992 LK
1992 LK är en asteroid i huvudbältet som upptäcktes 3 juni 1992 av den amerikanske astronomen Gregory J. Leonard vid Palomar-observatoriet.
Asteroiden har en diameter på ungefär 4 kilometer.